# Jeremy Borash
Jeremy Borash (Minneapolis, 19 juli 1974) is een Amerikaans professioneel worstelcommentator, interviewer, aankondiger, videoproducer en webdesigner. Hij trad in 2002 in dienst bij Total Nonstop Action Wrestling als backstage-interviewer en lid van het creatieve team van TNA.
In 1999 maakte Borash zijn debuut in het professioneel worstelen om voor de worstelorganisatie, World Championship Wrestling, te werken. Hij bleef voor de WCW werken totdat WCW overgekocht werd door de WWE. Na zijn vertrek bij WCW ging Borash aan de slag bij World Wrestling All-Stars.
In maart 2002, keerde Borash terug naar de Verenigde Staten om Jeff Jarrett te vergezellen om TNA Wrestling te lanceren. Tijdens zijn periode in TNA had Borash functies zoals ringaankondiger, commentator, interviewer en videoproducent.

## Media
Naast zijn carrière in de professionele worstelwereld, verscheen Borash af en toe op de televisie en films.